# Мирзаев, Туран
Туран Мирзаев (азерб. Turan Mirzəyev) — азербайджанский тяжёлоатлет, бронзовый призёр чемпионата Европы 2001 года и серебряный призёр чемпионата Европы 2002 года, бронзовый призёр чемпионата мира 2003 года.
Туран Мирзаев представлял Азербайджан на трёх Олимпийских играх: в 2000 году в Сиднее (9-е место), в 2004 году в Афинах (4-е место) и в 2008 году в Пекине (5-е место).